# Матвій Мормиль

Архімандри́т Матвій (у світі Лев Васи́льович Мормиль; 5 березня 1938, станиця Архонська, Північна Осетія — 15 вересня 2009, Троїце-Сергієва лавра, Сергієв Посад) — церковний композитор українського походження, клірик МП, духовний наставник митрополита ПЦУ Адріана Старини. 
Керівник об’єднаного хору Троїце-Сергієвої лаври і Московської духовної академії від 1961. Завдяки йому в Лаврі, а потім у всій РПЦ відбулися зміни в літургічній практиці до уставних вимог .

## Життєпис
Народився 5 березня 1938 на Північному Кавказі у родині козаків де зберігалися музичні традиції.
1956 – закінчив середню школу, потім вступив до Ставропольської духовної семінарії, яку закінчив у 1959. 
У класі церковного співу навчався у відомого регента – В.П. Пестрицького. 
Від 1957 після закінчення першого класу семінарії, ніс послух псаломщика та регента лівого клиросу у Нікольській церкві міста Єсентуки де познайомився з регентом дияконом Павлом Звонником, який вельми вплинув на його формування як на семінариста з власним регентським стилем. 
1959 - 1963 – навчався у Московській духовній академії.
1961 весною подав прохання до Троїце-Сергієвої лаври, а 21 червня 1961 стає її послушником і призначений установником і старшим регентом монастирського хору.
З того ж року — керівник об’єднаного хору Свято-Троїцької лаври і Московської духовної академії та семінарії. 
У грудні 1962 пострижений в чернецтво з іменем Матвій на честь апостола і євангелістав Левія Матвія. 
30 березня 1963 рукопокладений в ієродиякона, а 29 березня 1964 — в ієромонаха. 
1963 – захистив кандидатську роботу на тему: «Воскресіння Христове у викладанні російських богословів-апологетів». 
1963 - 2005 — викладач Московської духовної академії і регентської школи Церковний устав, Священне Писання Старого заповіту і літургика.
1968 – зведений у сан ігумена, а у 1971 — в сан архімандрита.
1969 - 1974 — викладач Регентського класу. У березні 1984 присвоєне звання доцента. У січні 1988 отримав звання професора. У 2004 присвоєне звання заслуженого професора Московської духовної академії. 
Помер у ніч на 15 вересня 2009, похований 18 вересня, за олтарем Церкви Св. Духа в Троїце-Сергієвій лаврі.

## Творчість
Зробив великий внесок у розповсюдженні особливої культури співу великих чоловічих церковних хорів, у вихованні співочого таланту у десятків тисяч семінаристів Московської духовної академії, що стали священнослужителями РПЦ. Як церковний композитор створив низку нових літургічних співів.
Відомий вірш «Щоби красиво співати до гроба…» часто помилково приписується йому, насправді автором є оперний співак Юрій Шкляр. 

## Дискографія
- 1968 — (запис на фірмі Мелодія)
- 1971 — (запис в англіканській церкві св.. Андрія у Москві)
- 1978 — «Пасха Христова»
- 1980 — До 70 річчі Патріарха Московського Пимена Ізвекова
- 1981 — До 600 річчя Куликовської битви
- 1985 — До 75 річчя Патріарха Московського Пимена Ізвекова
- 1987 — «Пісню всяку духовну принесемо Богородиці»
- 1988 — «О дивне диво!» (до 1000 річчя Хрещення Русі) (Париж)
- 1995 — «Академія біля Троїці»
- 1999 — До 2000-річчя Християнства (триптих)

## Нагороди
В 1964 нагороджений Патріаршою грамотою; у 1968 нагороджений орденом Святого Хреста Єрусалимської церкви і Орденом св.. кн.. Володимира III-го ступеню; 1973 до Великодня нагороджений Патріаршою грамотою; 1976 нагороджений орденом св.. кн.. Володимира II ступеню; 1985 на честь 300-річчя Московської Духовної академії нагороджений Патріаршою грамотою. 
19 березня 1987 на честь 650-річчя заснування Троїце-Сергієвої лаври нагороджений орденом преп.. Сергія II ступеню; 9 червня 1988 на честь 1000-річчя Хрещення Русі отримав право на носіння другого хреста; 6 березня 1998 у зв’язку з 60-річчям від дня народження нагороджений орденом св.. князя Данила Московського III ступеню. 2 травня 2008 – нагороджений орденом святителя Макарія II ступеню.